# دریای آرافورا
دریای آرافورا (به انگلیسی: Arafura Sea) دریایی کم‌عمق در غرب اقیانوس آرام و در میان دریاهای کورال و تیمور است که استرالیا را از گینه نو جدا می‌سازد. چندین جزیره از جزایر اندونزی در این دریا قرار دارد.

## مشخصات
دریای آرافورا که مساحتی در حدود ۶۵۰٬۰۰۰ کیلومتر را در بر می‌گیرد در شمال سواحل استرالیا و خلیج کارپنتاریا و جنوب سواحل گینهٔ نو واقع شده‌است. آب‌های این دریا در غرب به دریای تیمور و در شمال‌غربی به دریاهای باندا و سرام می‌پیوندد. همچنین دریای آرافورا از طریق تنگه تورس در شرق با دریای کورال ارتباط دارد. تنگهٔ تورس یکی از خطرناکترین گذرگاه‌های آبی جهان برای کشتیرانی است و خود دریای آرافورا نیز نواحی کم‌عمق نامشخص متعددی دارد که کار هدایت کشتی‌ها را در آن با دشواری و خطر مواجه می‌سازد.
عمق کلی دریای آرافورا بین ۵۰ تا ۸۰ متر است که آن را در زمرهٔ دریاهای کم‌عمق جهان قرار می‌دهد و تنها در کنارهٔ غربی آن است که شروع به عمیق‌ترشدن می‌کند. ازجمله جزایر موجود در این دریا می‌توان به جزایر آرو اشاره نمود که آب‌های صاف و محافظت‌شدهٔ اطراف آن‌ها امکان صید کم اما مداوم مروارید را فراهم آورده‌است.